# Stadtbad Schöneberg
Das Stadtbad Schöneberg „Hans Rosenthal“ ist ein Hallenbad in der Hauptstraße 39 im Berliner Ortsteil Schöneberg in der Hauptstraße 39. Es wurde als Zweckbau errichtet und 1930 eröffnet. Architekt war der Schöneberger Stadtbaurat Heinrich Lassen. Das Bad steht unter Denkmalschutz.

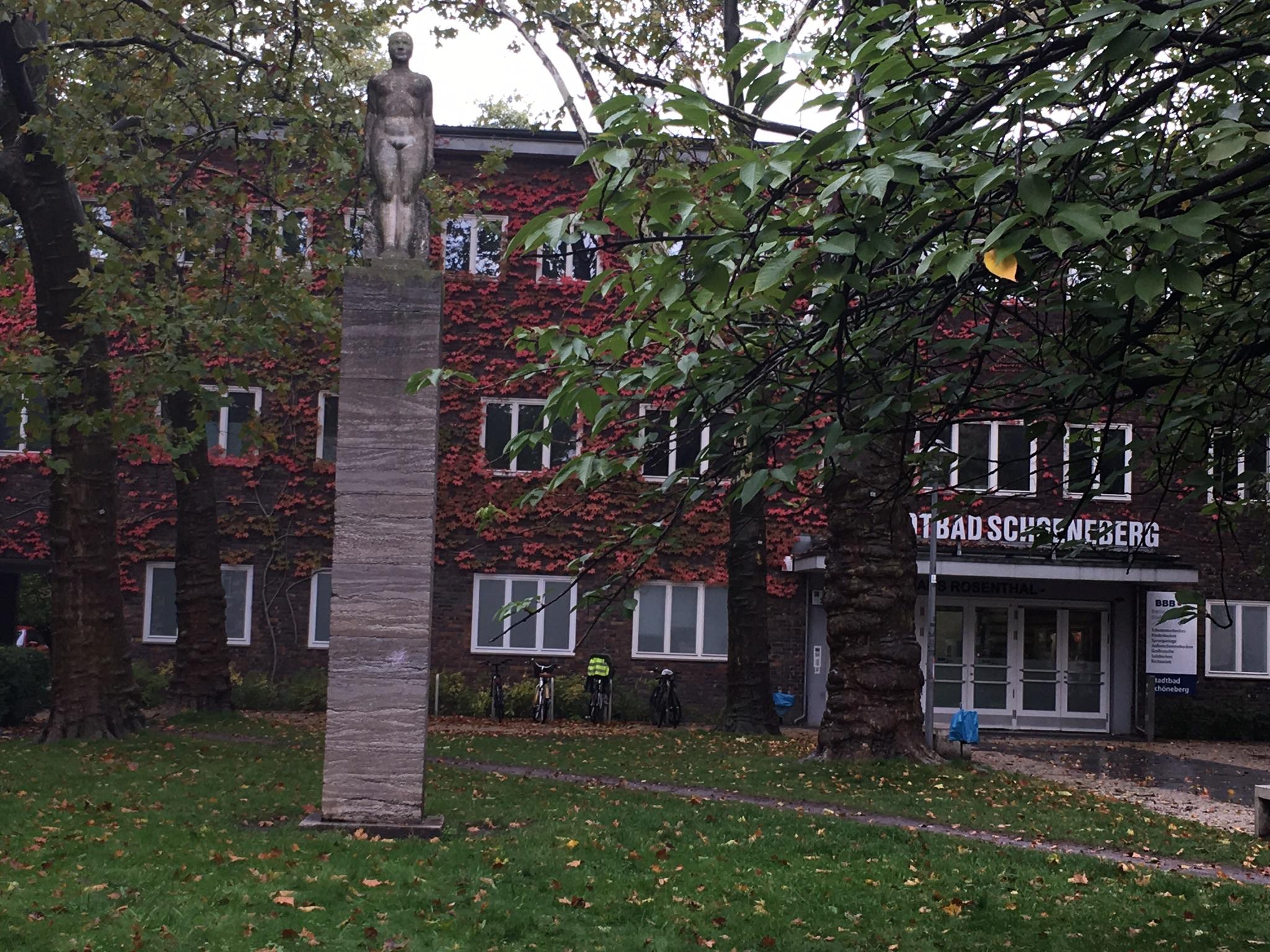
Skulptur Schwimmerin vor dem Stadtbad Schöneberg von Ernst Wenck aus dem Jahr 1928

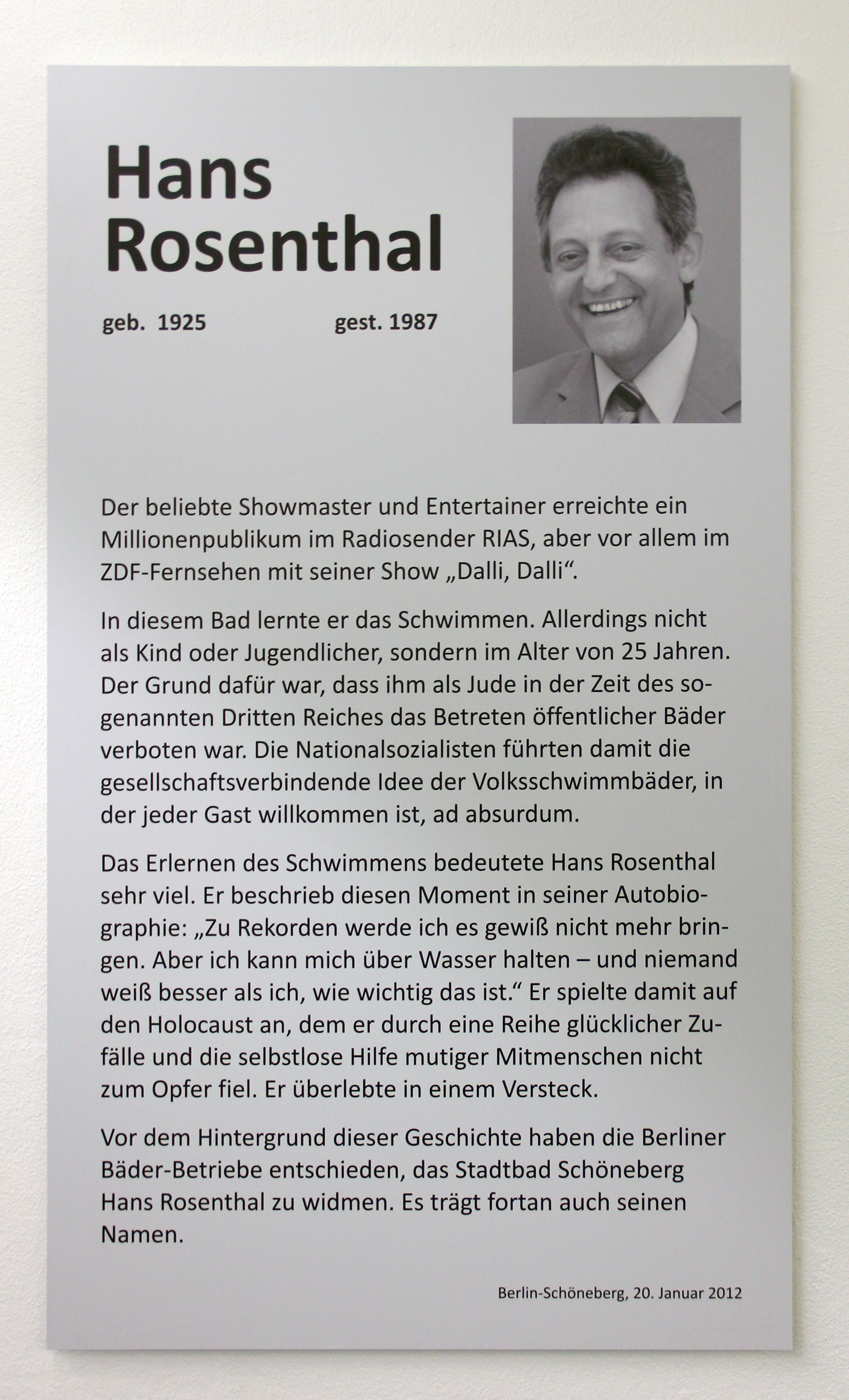
Gedenktafel in der Schwimmhalle, Hauptstraße 36, in Berlin-Schöneberg

In seiner ursprünglichen Form bestand das Bad aus einem dreigeschossigen Kopfbau an der Hauptstraße, einem Mittelteil mit der zehn Meter hohen Schwimmhalle und rückseitig zwei verschieden hohen Turmbaukörpern. Wegen Baufälligkeit wurde das Bad 1989 geschlossen. Zwischen 1995 und 1999 erfolgte eine Renovierung, verbunden mit umfangreichen Umbauten sowie der Errichtung einer Neubauhalle und eines Warmaußenbeckens. Aufgrund massiver Baumängel musste das Bad 2009 erneut für längere Zeit geschlossen und renoviert werden. Zu seiner Wiedereröffnung im Januar 2012 erhielt es den Namen des Showmasters Hans Rosenthal.
Seit dem 2. Januar 2024 ist das Bad auf unbestimmte Zeit geschlossen, denn die technischen Anlagen konnten die Qualität des Wassers nicht mehr gewährleisten. Die Bäderbetriebe hoffen auf einen schnellen Beginn der Bauarbeiten.